# Pelidnota ohausi
Pelidnota ohausi es una especie de escarabajo del género Pelidnota, familia Scarabaeidae. Fue descrita científicamente por Frey en 1976.
Habita en Brasil.